# Academia de Música Krzysztof Penderecki em Cracóvia
A Academia de Música Krzysztof Penderecki em Cracóvia é uma universidade pública polonesa de música localizada na Cracóvia, reconhecida pela formação artista musical em bacharelado, mestrado e doutor em artes. Sua história vem do Conservatório da Sociedade Musical de Cracóvia, fundado em 1888. 

## História

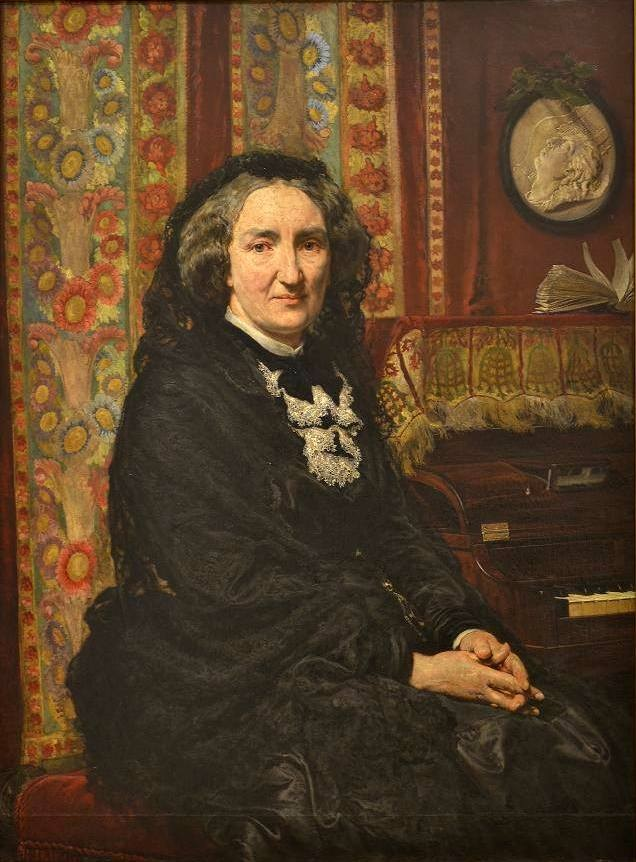
Duquesa Marcelina Czartoryska (masculino. Jan Matejko, 1874), aluno de Fryderyk Chopin, cuja proteção permitiu a criação do Conservatório de Cracóvia

### Conservatório
No século XIX, a grandes músicos e compositores de Cracóvia tentara fundar uma escola superior de música em Cracóvia, seguindo o exemplo das artes plásticas que eram ensinadas na Escola de Desenho e Pintura fundada em 1818. A partir de 1810, uma escola semelhante foi inaugurada em Varsóvia, e a partir de 1838 em Lviv ; em Cracóvia, no entanto, o problema que dificultou a abertura de um conservatório foram as altas exigências das autoridades centrais de Viena para instituições deste nível que deveriam ser localizadas na partição austríaca.
Em 1 de fevereiro de 1888, uma nova iniciativa foi dada à por Władysław Żeleński, formado em conservatórios de Praga e Paris. Por aos seus esforços, mas também às ligações aristocráticas e à pressão exercida sobre as autoridades centrais austríacas pela princesa Marcelina Czartoryska, aluna de Frédéric Chopin, o Conservatório da Sociedade Musical foi criado a partir da Escola de Música de Cracóvia, da Sociedade Musical. O Ministro dos Assuntos Religiosos e da Iluminação Pública inspeccionou-os através do professor vienense Joseph Dachs, que afirmou “não esperar uma condição tão favorável”. Outra visita bem-sucedida ocorreu em 1893, sob a direção do delegado do Ministério de Assuntos Religiosos e Educação, Johann Fuchs, diretor do Conservatório de Viena.

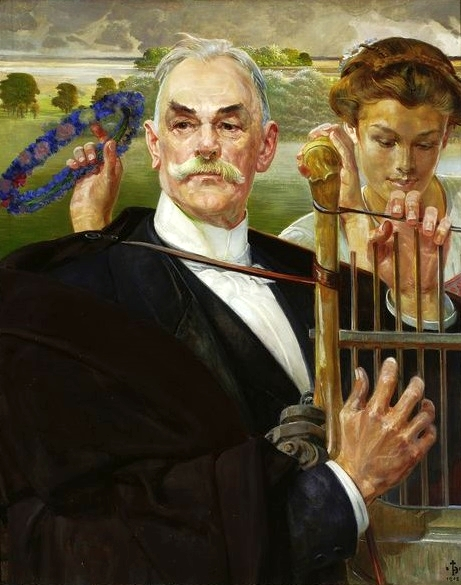
Władysław Żeleńsk – fundador do conservatório de música de Cracóvia e seu primeiro reitor. (porJacek Malczewski)

No princípio, a educação musical baseava-se no modelo musical austríaco. Em 1889, o Conservatório contava com 146 alunos, 28 anos depois, em em 1917, a instituição já estava com quase 500 alunos. Embora muitos tenham iniciado os estudos, poucos se formaram na universidade. Entre os anos 1925 e 1928, apenas 42 alunos receberam diplomas do Conservatório, incluindo: Jan Hoffman, Adam Rieger e Artur Malawski. Mais tarde, os três tornaram-se professores do Conservatório e da Escola Superior de Música do Estado do pós-guerra. Nos anos seguintes, o maestro Witold Rowicki, o crítico Felicjan Szopski e o teórico Mieczysław Drobner também se formaram.

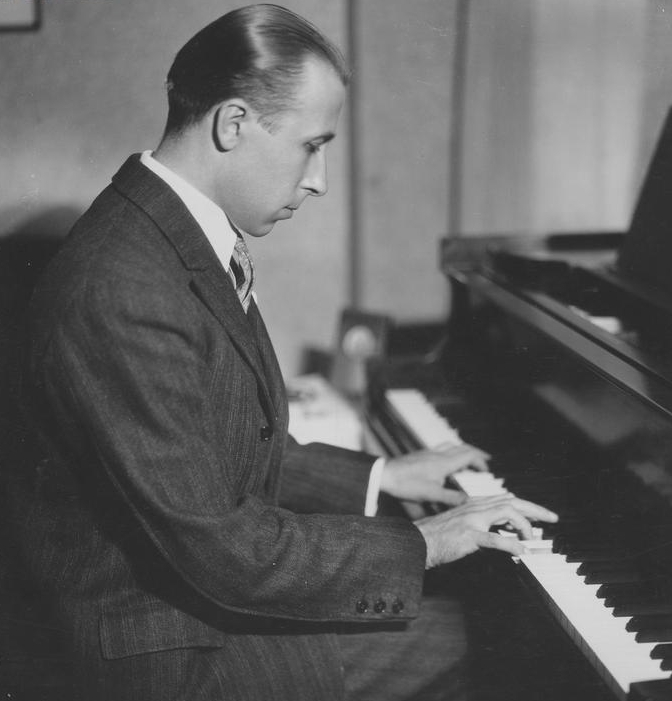
Dr. Wiktor Łabuński, um dos primeiros professores de piano em Cracóvia, por volta de 1930

### Escola Superior Estadual de Música
Após alguns anos sem ter aulas, o processo de formação da instituição teve que recomeçar. Em 1º de abril de 1945, foi inaugurada uma escola de música com status formal não especificado. Pouco depois, foram realizados os exames de admissão ao Conservatório Estadual de Cracóvia, que iniciou oficialmente suas operações em 31 de agosto de 1945. A educação musical foi reestruturada, contando com a contribuição de Janusz Miketta, então chefe do Departamento de Educação Musical do Departamento de Música de Ministério da Cultura e Arte, que mais tarde se tornaria professor na Universidade de Cracóvia. Foi introduzido então um modelo de educação musical em três etapas: inferior, secundário e superior. O novo modelo de educação a nível universitário era diferente do período pré-guerra. Entre os co-fundadores da universidade recém-criada, também havia disputas sobre até que ponto a Escola Superior de Música do pós-guerra era uma continuação do Conservatório do pré-guerra.

### Academia de música
Em 1972, Krzysztof Penderecki, compositor mundialmente famoso tornou-se reitor do Conservatório. Esta escolha foi vista como uma “mudança geracional da guarda”. Um moderno estúdio de música eletroacústica foi estabelecido sob a direção de Józef Patkowski. Em 1979, a universidade foi renomeada como Academia de Música. A partir de 1º de janeiro de 2021, nos termos da Lei de 27 de novembro de 2020. (Diário de Leis 2020.2266) seu patrono é Krzysztof Penderecki, compositor e maestro falecido em 2020.

## Departamentos

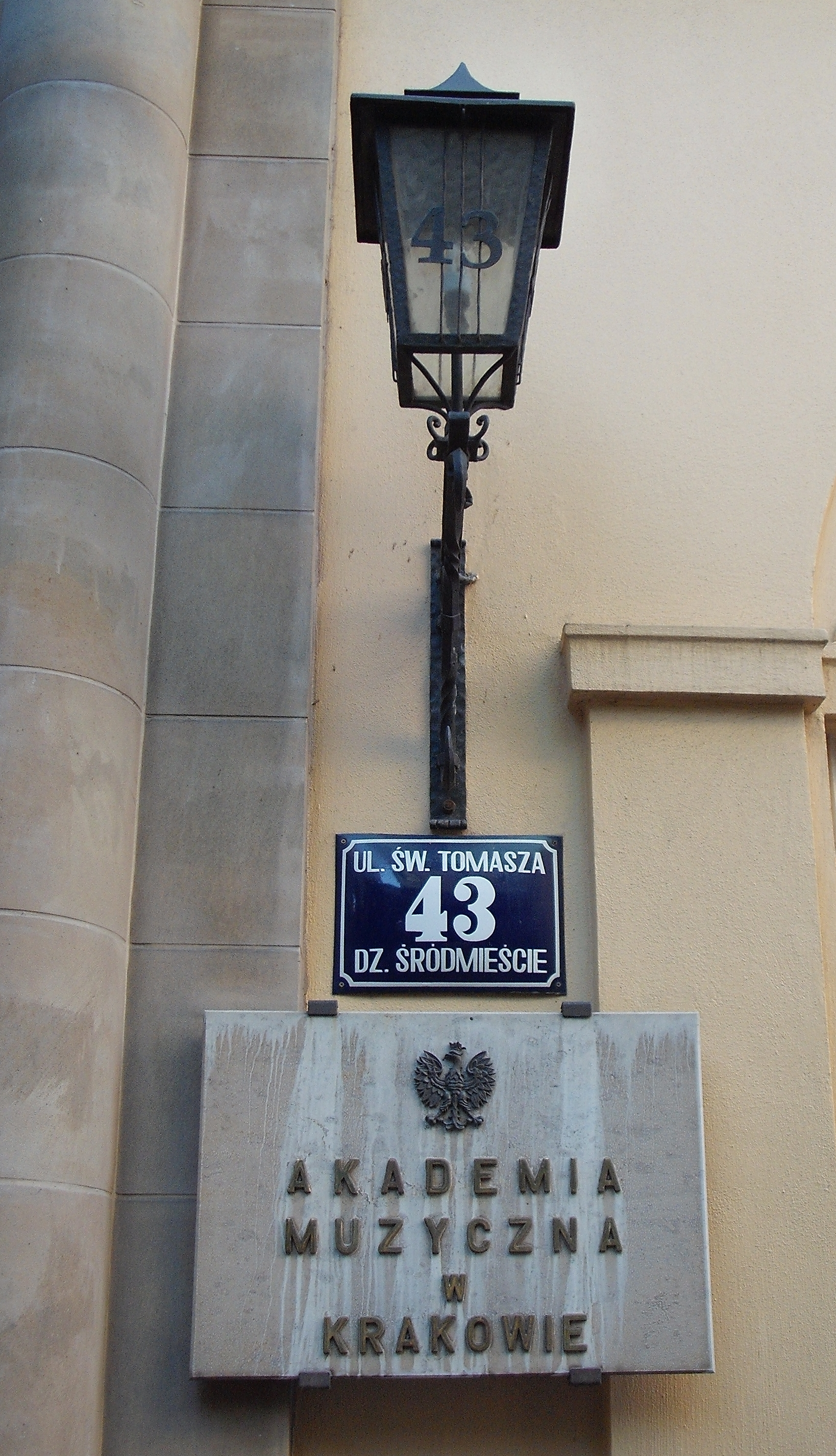
Uma placa na entrada do atual edifício da Academia na ul. Santo Tomás

- I – Faculdade de Criatividade, Interpretação e Educação Musical
- II – Faculdade Instrumental
- III – Departamento Vocal e Atuação

## Unidades universitárias e inter-docentes
- Biblioteca Principal
- Estudo Pedagógico Interdepartamental
- Equipe de ensino de línguas estrangeiras em toda a universidade

## Campi e edifícios universitários

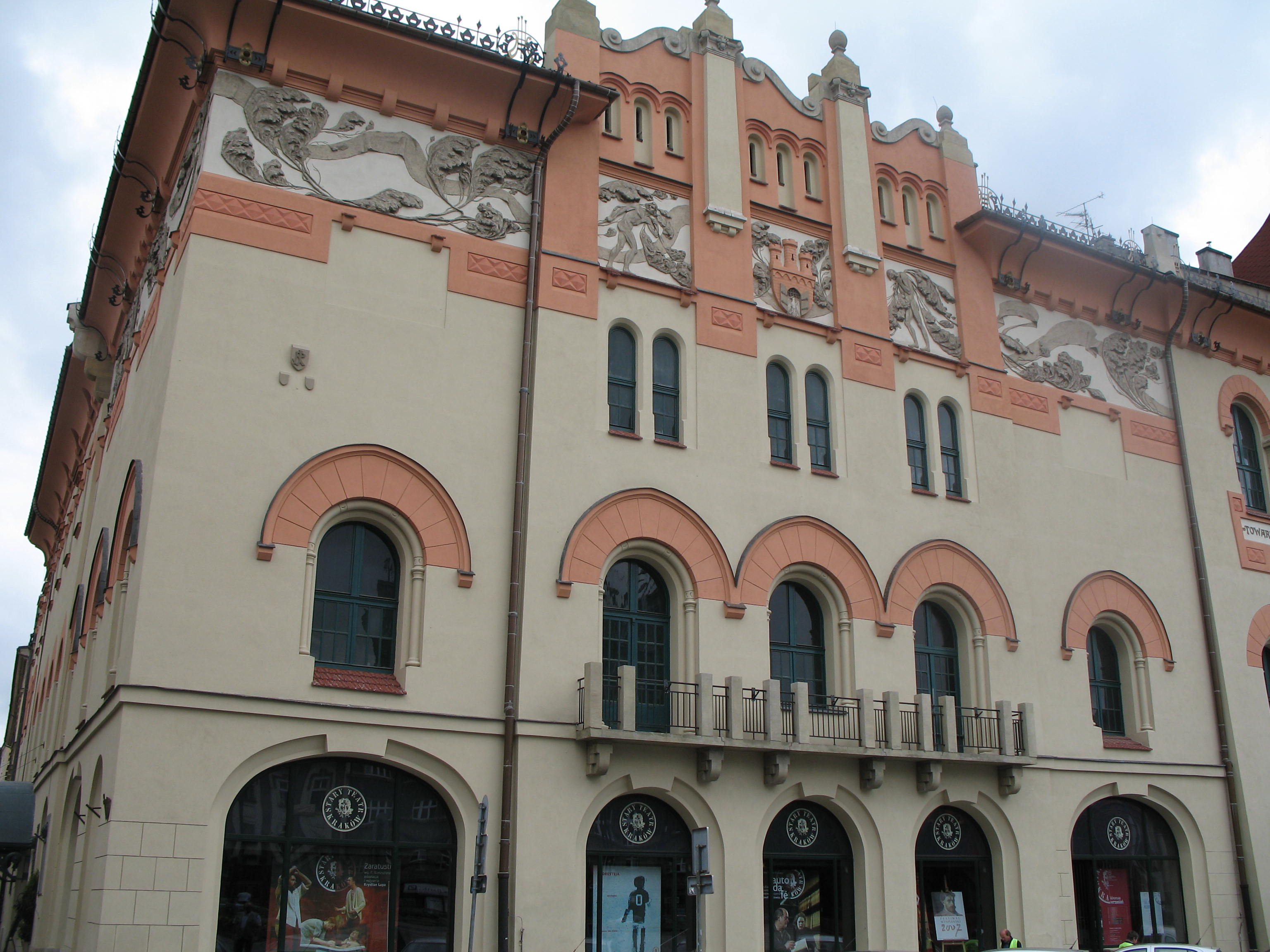
O edifício do Antigo Teatro em Plac Szczepański, onde funcionou o Conservatório em 1906-1914

### Antigamente
No período entre 1906 e 1914, o Conservatório teve sua sede no edifício Art Nouveau do Teatro Nacional de Cracovia Helena Modrzejewska, mas durante a Primeira Guerra Mundial mudou sua sede para um cortiço na alameda Krasiński. Somente em 1921 retornou à sua sede na Praça Szczepański. O ano letivo 1946-1947 foi inaugurado na Rua Basztowa, 8 e 9. Em 1948, a sede foi transferida para ul. Warszawska no nº 24, e em 1951 para o prédio em Bohaterów Stalingradu 3 (atual Rua Starowiślna), de propriedade das Irmãs Ursulinas.

### Atualmente
Em 1993, um novo edifício foi adquirido. Em 2020, a Academia ganhou um edifício adicional na ul. Potebni 7, adquirido ao Município de Cracóvia. A Casa do Estudante da universidade está localizada em ul. Przemyska 3.
A vista do terraço do sexto andar do prédio da Academia, onde funciona um restaurante com vista panorâmica do centro da cidade de Cracóvia, foi utilizada no filme Vinci, do diretor Juliusz Machulski.

## Notoriedades

### Reitores
Predefinição:Kategoria główna

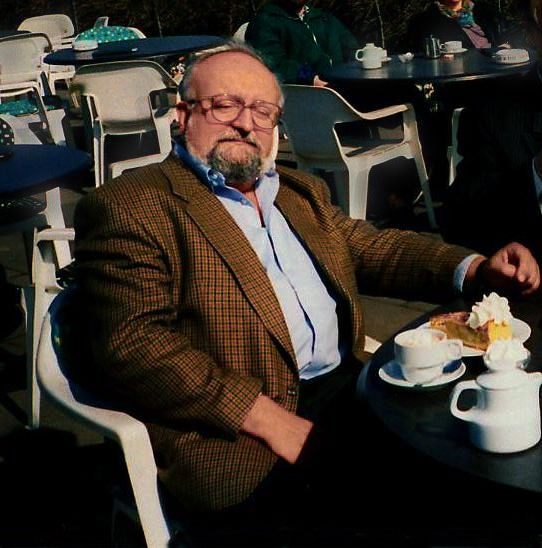
Prof. Dr. Krzysztof Penderecki, graduado e professor da Academia de Cracóvia, reitor em 1972–1987

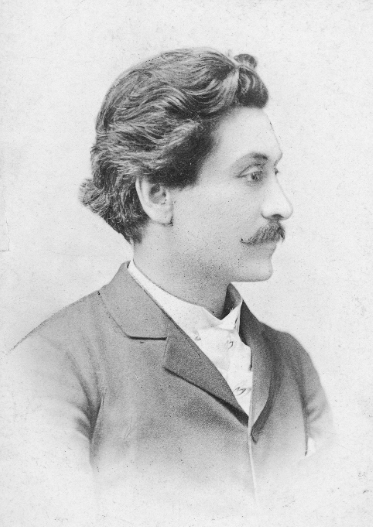
Wiktor Barabasz, diretor em 1921–1928

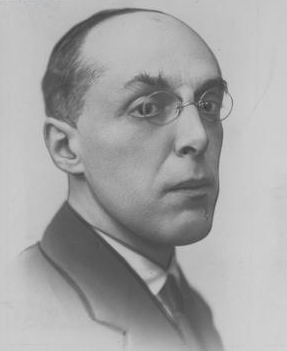
Michał Julian Piotrowski, diretor em 1929–1938

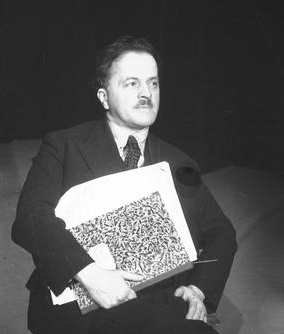
Bolesław Wallek-Walewski, diretor em 1938–1939

Conservatório de Música (de 1888 a 1946)
- Władysław Żeleński (1888–1921)
- Wiktor Barabasz (1921–1928)
- Michał Julian Piotrowski (1929–1938)
- Bolesław Wallek-Walewski (1938–1939)

Escola Superior Estadual de Música (de 1946 a 1987)
- Zbigniew Drzewiecki (1946–1952)
- Stefania Lobaczewska (1952–1955)
- Bronisław Rutkowski (1955–1964)
- Eugenia Umińska (1964–1966)
- Jan Hoffman (1966–1969)
- Józef Chwedczuk (1969–1972)
- Krzysztof Penderecki (1972–1987)

Academia de Música (desde 1979)
- Krystyna Moszumańska-Nazar (1987–1993)
- Marek Stachowski (1993–1999)
- Barbara Świątek-Żelazna (1999–2002)
- Marek Stachowski (2002–2004)
- Stanislaw Krawczyński (2004–2012, 2016–2020)
- Zdzisław Łapiński (2012–2016)

### Autoridades atuais
- Reitor: prof. Ph.D. Wojciech Widłak
- Vice-Reitor de Educação: prof. Ph.D. Jan Jazownik
- Vice-Reitor para Assuntos Artísticos e Científicos: Dr. hab. Monika Gardoń-Preinl
- Vice-Reitor para Estudantes e Relações Externas: Dr. Małgorzata Sternal

### Ex-alunos famosos
Predefinição:Kategoria głównaGraduados famosos que não começaram a lecionar em sua alma mater:
- Elżbieta Towarnicka (1978)
- Halina Czerny-Stefańska (1950)
- Marek Drewnowski (1973)
- Adam Harasiewicz (1957)
- Adam Kopycinski
- Kazimierz Kord (1961)
- Paweł Kapula
- Juliusz Łuciuk (teoria de 1955, composição de 1956)
- Władysława Markiewiczówna (1920)
- Ewa Michnik
- Bartosz Chajdecki
- Tomasz Stanko
- Abel Korzeniowski
- Stanisław Skrowaczewski
- Bogusław Schaeffer
- Joanna Wnuk-Nazarowa
- Piotr Orzechowski
- Kaja Danczowska
- Zygmunt Konieczny

Sendo a única universidade de música da Polônia, a Academia de Cracóvia tem entre os seus formandos dois vencedores do Concurso Internacional de PianoFrédéric Chopin: Halina Czerny-Stefańska e Adam Harasiewicz. Mais tarde, dois graduados tornaram-se Ministros da Cultura: Joanna Wnuk-Nazarowa entre os anos de 1997 e 1999, e Andrzej Zieliński em 2001.

### Funcionários da universidade
Predefinição:Kategoria główna
Antigos
Os reitores não estão incluídos na lista.
| Przed 1939 - Walenty Dec (zm. 1938) - Bolesław Domaniewski (zm. 1926) - Jan Drozdowski (zm. 1918) - Seweryn Eisenberger (zm. 1945) - Zdzisław Jachimecki (zm. 1953) - Jan Gall (zm. 1912) - Jerzy Lalewicz (zm. 1951) - Wiktor Łabuński (zm. 1974) - Olga Martusiewicz-Maresch (zm. 1962) - Janusz Miketta (zm. 1954) - Egon Petri (zm. 1962) - Józef Reiss (zm. 1956) - Adam Rieger (zm. 1998) - Witold Rowicki (zm. 1998) - Felicjan Szopski (zm. 1939) | Po 1945 - Janina Baster-Sors - Zbigniew Bujarski (zm. 2018) - Ewa Bukojemska - Walerian Bierdiajew (zm. 1956) - Regina Chłopicka (zm. 2021) - Henryk Czyż (zm. 2003) - Janusz Dolny (zm. 2008) - Zdzisława Donat - Krzysztof Droba (zm. 2017) - Mieczysław Drobner (zm. 1986) - Elżbieta Dziębowska (zm. 2016) - Maria Dziewulska (zm. 2006) - Jan Ekier (zm. 2014) - Aleksander Frączkiewicz (zm. 1994) - Bogumiła Gizbert-Studnicka - Teresa Głąbówna (zm. 2016) - Joachim Grubich - Jan Jargoń (zm. 1995) - Zbigniew Jeżewski (zm. 1997) - Włodzimierz Kaczmar (zm. 1964) | - Jerzy Łukowicz (zm. 1997) - Artur Malawski (zm. 1957) - Marek Mietelski - Krzysztof Missona (zm. 1992) - Roman Palester (zm. 1989) - Józef Patkowski (zm. 2005) - Jan Pilch (zm. 2022) - Janusz Pisarski (zm. 2022) - Józef Radwan (zm. 2009) - Adam Rieger (zm. 1998) - Maria Rydzewska - Ada Sari (zm. 1968) - Bogusław Schaeffer (zm. 2019) - Stanisław Skrowaczewski (zm. 2017) - Regina Smendzianka (zm. 2011) - Elżbieta Stefańska - Ludwik Stefański (zm. 1982) - Władysław Stróżewski - Zbigniew Szlezer (zm. 2011) - Henryk Sztompka (zm. 1964) | - Jacek Targosz (zm. 2008) - Mieczysław Tomaszewski (zm. 2019) - Adam Walaciński (zm. 2015) - Stanisław Wiechowicz (zm. 1963) - Bolesław Woytowicz (zm. 1980) - Tadeusz Żmudziński (zm. 1992) - Adam Kaczyński (zm. 2010) - Jerzy Katlewicz (zm. 2015) - Stefan Kisielewski (zm. 1991) - Zygmunt Konieczny - Helena Łazarska (zm. 2022) - Janusz Olejniczak - Stefan Wojtas - Gabriel Chmura (zm. 2020) - Krzysztof Knittel - Leszek Polony - Mirosława Semeniuk-Podraza - Józef Serafin - Joanna Wnuk-Nazarowa - Abel Korzeniowski |

Presente
| - Zbigniew Bargielski (composição) - Dariusz Bąkowski-Kois (órgão) - Andrzej Biegun (cantando) - Marek Chołoniewski (música eletrônica) - Mariola Cieniawa (piano) - Kaja Danczowska (violino) - Rafał Jacek Delekta (regência) - Magdalena Długosz (disciplinas práticas e teóricas) - Wojciech Groborz (grande banda) - Stanisław Krawczyński (regência) - Zdzisław Łapiński (violoncelo) | - Teresa Malecka (disciplinas teóricas) - Joaquim Mencel - Krzysztof Meyer (composição, disciplinas práticas) - Magdalena Myczka (cravo) - Andrzej Pikul (piano) - Paweł Przytocki (regência) - Roman Reiner (violino) - Józef Rychlik (composição) - Michał Nagy (guitarra) - Marek Szlezer (piano) - Jan Kalinowski (violoncelo) | - Mieczysław Szlezer (violino) - Krzysztof Szwajgier (disciplinas teóricas) - Barbara Świątek-Żelazna (flauta) - Anna Zawadzka-Gołosz (composição, disciplinas práticas) - Radosław Żukowski (cantando) - Małgorzata Janicka-Słysz (teoria musical) - Krzysztof Michałek (órgão) - Andrzej Białko (órgão) |  |

### Doutores honoris causa

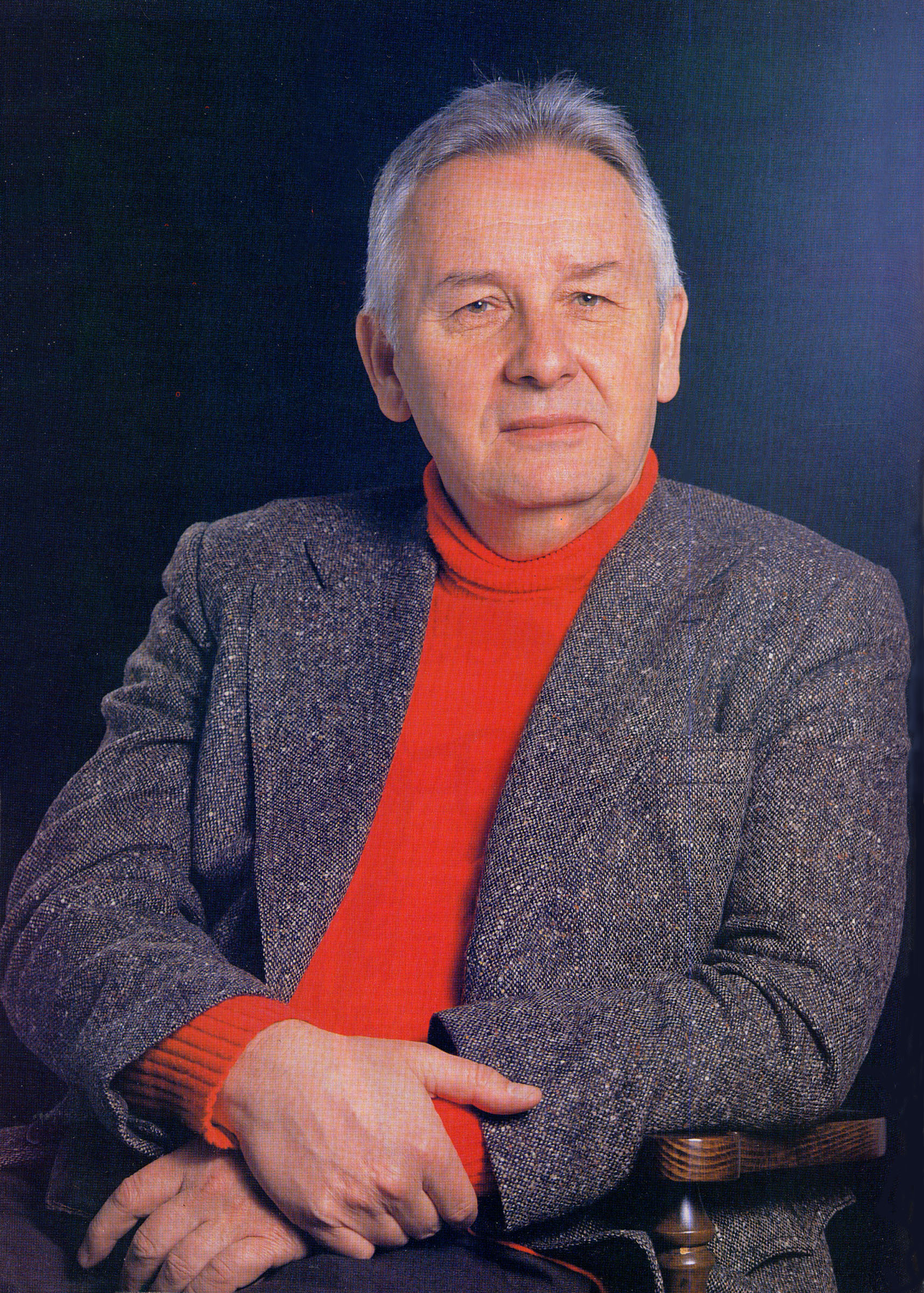
Henryk Mikołaj Górecki, médico honorário

- 1994 – Krzysztof Penderecki
- 1997 - Paul Sacher
- 2001 – Mieczysław Tomaszewski
- 2003 – Helmuth Rilling
- 2005 – Peter-Lukas Conde
- 2007 – Krystyna Moszumańska-Nazar
- 2008 – Henryk Mikolaj Górecki
- 2013 – Paul Badura-Skoda [2]
- 2015 – Papa Bento XVI [3]
- 2016 – Kaja Danczowska [4]
- 2017 – Ivan Monighetti
- 2022 – Anne-Sophie Mutter

## Atividades científicas e culturais
Os compositores reunidos em torno da Academia, chefiados por Krzysztof Penderecki, eram chamados de escola de composição de Cracóvia; do mesmo modo, a atividade científica dos teóricos reunidos em torno de Mieczysław Tomaszewski era conhecida por escola teórica de Cracóvia.

A partir de 1995, todos os anos é concedido o prêmio Excelência em Ensino, fundado pelo casal de professores Ray e Ruth Robinson dos Estados Unidos.
- ABAM – Associação das Academias Bálticas de Música,
- CEEPUS – Programa de Estudos Universitários da Europa Central,
- AEC – Associação Europeia de Conservatórios.